# Hans Mock
Hans Mock (Bécs, 1906. december 9. – Bécs, 1982. május 22.) osztrák és német válogatott osztrák labdarúgó, fedezet.

## Pályafutása

### Klubcsapatban
1924 és 1927 között az FC Nicholson csapatában szerepelt. 1927 és 1942 között pályafutása jelentős részét az Austria Wien csapatában töltötte, ahol három osztrák és két közép-európai kupa-győzelmet ért el az együttessel. 1942-ben visszavonult az aktív labdarúgástól.

### A válogatottban
1929 és 1937 között 12 alkalommal szerepelt az osztrák válogatottban. Az Anschluss után 1938 és 1942 között öt alkalommal játszott a német válogatottban. Részt vett az 1938-as franciaországi világbajnokságon.

## Sikerei, díjai
Austria Wien
- Osztrák bajnokság
  - 2.: 1936–37
- Osztrák kupa
  - győztes: 1933, 1935, 1936
- Közép-európai kupa
  - győztes: 1933, 1936